# Der Blaufuchs
Der Blaufuchs ist ein deutscher Spielfilm aus dem Jahr 1938 unter der Regie von Viktor Tourjansky. Zarah Leander spielt zum zweiten Mal an der Seite von Willy Birgel in einer Filmproduktion der UFA. Weitere tragende Rollen sind mit Paul Hörbiger, Karl Schönböck und Jane Tilden besetzt. Der Film spielt in Ungarn. Er basiert auf Ferenc Herczegs gleichnamigem Bühnenstück, Originaltitel A kék róka.

## Handlung
Stephan Paulus ist Privatdozent und forscht als Wissenschaftler über Fische. Seine Frau Ilona versucht immer wieder vergeblich, ihn von seiner Arbeit loszueisen. Er jedoch ist sich seiner Frau sicher und meint, nicht mehr um sie werben zu müssen. Vielmehr ist er der Meinung, dass sie ja alles habe, um glücklich zu sein. Immerhin hat er sich ausgedacht, Ilona zum Hochzeitstag einen Blaufuchs zu schenken, aber auch das vergisst er.
Um etwas Abwechslung zu haben, besucht Ilona ihre Tante Margit auf deren Gut. Auf der Rückfahrt macht sie bei einem Zwischenfall die Bekanntschaft des Fliegers Tibor Vary. Beide finden sofort Gefallen aneinander, Tibor verliebt sich sogar ernsthaft in sie. Ilona erzählt ihm auch, dass sie verheiratet ist; er sieht darin aber nicht unbedingt ein Hindernis, um sie zu werben. Er will sie unbedingt wiedersehen.
Als er seinen langjährigen Freund Dr. Stephan Paulus in Budapest besucht, erfährt er, dass Ilona dessen Frau ist. Damit ist sie für ihn unerreichbar. Dem Freund die Frau wegzunehmen kommt für ihn nicht in Frage. Gleichwohl verliebt er sich immer mehr in Ilona. Zudem taucht auch noch der Operettentenor Trill in Budapest auf und macht Ilona Avancen.
Dr. Paulus merkt von alledem nichts; zu sehr ist er in seine Forschungen vertieft. Ilona ist locker mit der jungen mittellosen Modezeichnerin Lisi befreundet, die sie auch ihrem Mann vorstellt. Lisi merkt sofort, dass die Eheleute eigentlich schon lange getrennte Wege gehen und will sich den Gelehrten, der immerhin nicht unvermögend ist und auch noch bald Professor werden soll, angeln. Es kommt ihr entgegen, dass sie sich schon immer für Süßwasserfische interessiert hat und so kommt sie auf die Idee, sich bei Paulus mit ihrem Wissen auf diesem Gebiet einzuschmeicheln und sich nach und nach unentbehrlich zu machen. Er ist begeistert: endlich jemand, mit dem er über Fische fachsimpeln kann.
In der Zwischenzeit hat der Tenor Trill Ilona in seine Wohnung in die Türkenstraße eingeladen, um ihre außergewöhnliche Stimme zu prüfen, wie er sagt. Ilona begibt sich gern dorthin, auch weil sie Tibor weiter eifersüchtig machen möchte. Als er sie darauf anspricht, meint sie nur leichthin, dass sie sich in der Türkenstraße den neuen Blaufuchs ausgesucht hätte. Und so gehen die Plänkeleien noch fröhlich weiter, bis sie sich dann auf einem Hausboot zumindest insoweit auflösen, als Ilona ihrem Mann erzählt, dass sie ihn mit einem anderen Mann betrogen habe. Paulus nimmt dies gelassen. Tibor allerdings traut seinen Ohren nicht, da er ja dieser Mann nicht ist, kann es nur Trill sein. Tief enttäuscht will er Budapest verlassen.
Als er schon fast im Flugzeug sitzt, bemerkt er Ilona, die nicht zulassen will, dass er die Stadt ohne sie verlässt. Nun endlich klärt sie den unglücklichen Tibor auf, mit wem sie ihren Mann – zumindest in Gedanken – betrogen habe, nämlich mit ihm. Tibor ist so erleichtert, dass er ihr während eines Loopings einen Heiratsantrag macht. Erst zögert sie; nach dem dritten Looping stimmt sie glücklich zu.

## Hintergrund
Dem Drehbuch von Karl Georg Külb liegt das Bühnenstück Der Blaufuchs (OT: A kék róka) von Ferenc Herczeg zugrunde. Herczeg erlangte mit dem Blaufuchs von 1917 Weltruhm. Der Ungarndeutsche Ferenc Herczeg war sogar zweimal (1926 und 1927) für den Nobelpreis nominiert.
Der schwedische Filmregisseur Mauritz Stiller inszenierte bereits 1920 eine Filmkomödie nach Herczegs Der Blaufuchs unter dem Titel Riddaren af Igar (deutscher Titel: Erotikon). Bei Stiller ist der Gelehrte ein Insektenforscher.
Für Zarah Leander wurde dieser Film ein Reinfall, da die Handlung zu unwahrscheinlich war und man die Schauspielerin für eine Fehlbesetzung hielt. Auch das Publikum erteilte dem Film eher eine Absage. Was im Gedächtnis haften blieb, ist Zarah Leanders Lied Kann denn Liebe Sünde sein?, das auch Leuten, die den Film nicht gesehen haben, ein Begriff ist.
Nach dieser Filmkomödie legte Zarah Leander eine mehrmonatige Pause ein. In ihrem nächsten Film Es war eine rauschende Ballnacht führte dann wieder der in der Vergangenheit bewährte Carl Froelich Regie, da Zarah Leander mit dem Regisseur Viktor Tourjansky nicht zufrieden war.
Lieder im Film:
- Von der Puszta will ich träumen – Text von Bruno Balz, Musik von Lothar Brühne
- Kann denn Liebe Sünde sein? – Text von Bruno Balz, Musik von Lothar Brühne
- Wen ich liebe … – Text von Bruno Balz, Musik von Michael Jary

## Produktion
Die Dreharbeiten fanden vom 2. August bis Anfang Oktober 1938 in der Umgebung von Berlin und Budapest sowie auf dem Freigelände Babelsberg und in den UFA-Ateliers Berlin-Tempelhof statt. Die Herstellungskosten beliefen sich auf etwa 886.000 RM.
Der Tenor Eric Helgar lieh Karl Schönböck seine Gesangsstimme bei dem Lied Mein Herz den Frau’n. Werner Schlichting entwarf die Filmbauten.
Die Uraufführung des Films in Deutschland erfolgte am 14. Dezember 1938 im Apollo-Theater in Düsseldorf. Die Berliner Erstaufführung erfolgte am 12. Januar 1939 im Gloria-Palast.
TV-Premiere in Deutschland hatte der Film am 18. Juli 1984.

### DVD
- DVD Der Blaufuchs, Anbieter: Koch Media GmbH, Erscheinungstermin 26. März 2010
- Zarah Leander Edition 2 (4 DVDs): Die große Liebe / Der Blaufuchs / Der Weg ins Freie / Ich bin die Leander / Das muss reichen,
 Anbieter: Black Hill Pictures GmbH / Koch Media GmbH, Erscheinungstermin 8. Mai 2009
- DVD Der Blaufuchs, Anbieter: Universum Film, Erscheinungstermin 18. August 2003
- DVD Der Blaufuchs, Anbieter: e-m-s (Extras u. a. Hintergrundinfos)

## Kritiken
„Zarah Leander wickelt mit ihrer phänomenal tiefen, rauchigen Stimme alle Männer um den Wickel. [sic] Mit ihrem provozierenden, fast kalten Appeal trifft sie den androgynen Zeitgeist der dreißiger und vierziger Jahre. Mit ihrem Schlager ‚Kann denn Liebe Sünde sein‘ trifft sie auch heute noch der Männerwelt mitten ins schmachtende Herz. Das selbstbewusste Auftreten von Ilona scheint nicht zu der Rolle der Frau in den späten dreißiger Jahren zu passen. Victor Tourjanskys Liebesfilm basiert auf einem Bühnenstück von F. Herczeg und hat schöne Ansichten von Ungarn und seiner schönen Donaumetropole Budapest zu bieten. ‚Der Blaufuchs‘ ist keiner der späteren UFA-Propagandafilmen [sic], in denen die schwedische Sängerin Zarah Leander auch mitspielt.“

„Nachdem Zarah Leander durch die Douglas Sirk-Regiearbeiten ‚Zu neuen Ufern‘ und ‚La Habanera‘ zum Leinwandstar der Dreißigerjahre aufgestiegen war, drehte der aus der Ukraine stammende, international tätige Regisseur Viktor Tourjansky nach einem Bühnenstück des ungarischen Dramatikers Ferenc Herczeg diesen für die Dreißigerjahre typischen Mix aus Komödie und Liebesfilm. Die Leander singt in dem seinerzeit erfolgreichen Kinofilm den Evergreen „Kann denn Liebe Sünde sein?“, den der erfolgreiche Schlager-Texter Bruno Balz (1902–1988) neben vielen anderen Liedern für sie schrieb. Der homosexuelle Balz wurde wegen seiner Neigung mehrfach von den Nazis verhaftet und gefoltert, überstand das Terrorregime jedoch letztlich unbeschadet.“

„Die elegante und gelangweilte Frau eines zerstreuten Professors verliebt sich in dessen Freund, einen charmanten Flieger, widersteht aber der Versuchung, bis auch der Gemahl in einer Mitarbeiterin die passendere Lebensgefährtin findet. Klischeehafte Boulevard-Komödie, die auch durch die Starbesetzung kaum Glanz bekommt.“